# Jia Nian Hua
Jia Nian Hua è un film del 2017 diretto da Vivian Qu.